# Biblioteca Cívica Angelo Mai
La Biblioteca Cívica Angelo Mai de Bérgamo es la principal institución de conservación histórica del circuito bibliotecario de Bérgamo.
Tiene su sede en el Palazzo Nuovo de Città Alta, que, frente al Palazzo della Ragione, cierra la Piazza Vecchia al noreste.
Nació entre finales de la década de 1860 y principios de la de 1870 del siglo XVIII cuando se puso a disposición de los ciudadanos el legado editorial que el cardenal Alessandro Giuseppe Furietti había dejado a la ciudad. Su primera ubicación fue en una sala del Palazzo Nuovo que albergaba la Municipalidad. Trasladada en 1797 a la rectoría de la Catedral, desde 1843 estuvo situada en el Palacio de la Razón hasta que, en 1928, volvió a su ubicación original, ocupando ahora todo el edificio.Desde su apertura, su fondo bibliográfico ha crecido exponencialmente, tanto por donaciones como por adquisiciones, hasta alcanzar la cifra actual de aproximadamente 700.000 volúmenes, 11.000 publicaciones periódicas, aproximadamente 2.150 incunables, más de 12.000 libros del siglo XVI, un número importante de grabados, autógrafos, manuscritos, fotografías, fondos artísticos y otros hallazgos especializados que la convierten en una de las bibliotecas históricas más importantes de Italia.

El catálogo de obras puede consultarse directamente in situ y, para las obras adquiridas después de 1976 y para las obras anteriores sujetas a recatalogación, vía Internet a través del OPAC regional.

## Nuevo Palacio

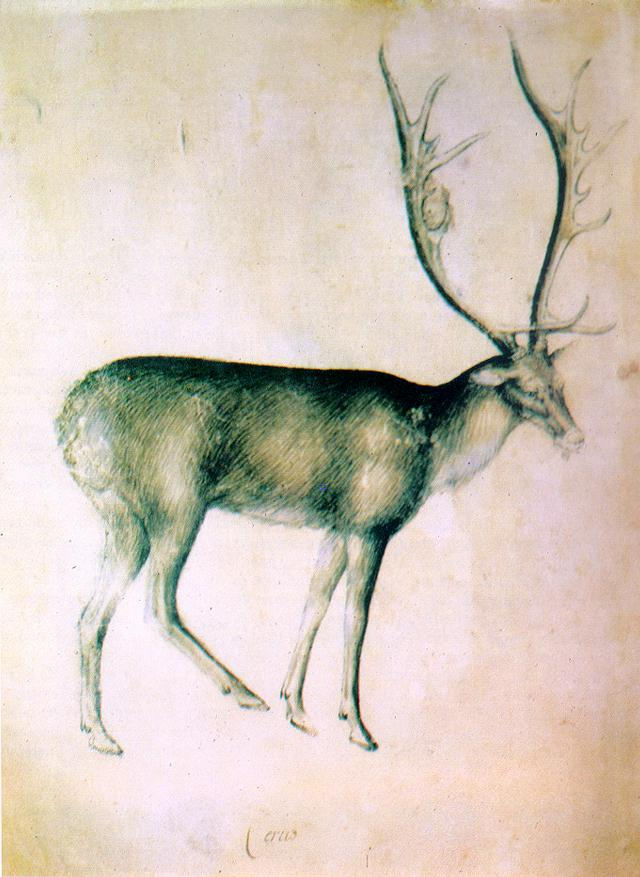
Giovannino de' Grassi, dibujo de un ciervo de un libro de modelos (1380-1390)

El Palazzo Nuovo de Bérgamo es obra del arquitecto Vincenzo Scamozzi, mientras que la logia de entrada, que aligera la fachada, fue diseñada por el arquitecto Andrea Ceresola, conocido como Vannone, quien también es responsable de la reconstrucción del Palacio Ducal de Génova. La construcción del palacio se inició a principios del siglo XVII y después de un camino de un siglo se terminó en 1958 con la adición de seis estatuas, obras de Tobia Vescovi, en las entabladuras de las ventanas segunda, quinta y octava de la fachada.
La fachada es obra del arquitecto Ernesto Pirovano, quien la finalizó en 1928 según el diseño de Scamozzi.
Revestido de mármol blanco Zandobbio, de aspecto elegante y ligero en su rigor neoclásico, se inserta en la Piazza Vecchia dominada por el Palazzo della Ragione y la Torre Suardi, el Campanone, en un juego compuesto de diferentes estilos arquitectónicos.El complejo de edificios encierra el espacio de la plaza propiamente dicha, embellecida por la fuente Contarini, mientras que, a través de la logia del Palacio de la Razón, se puede vislumbrar en el fondo, como tras un telón teatralla  Capilla Colleoni, del siglo XVI.
Desde 1928 el Palazzo Nuovo alberga la biblioteca municipal con la que se identifica.

## Sistema de biblioteca
La biblioteca Angelo Mai es la más antigua e importante del sistema bibliotecario municipal de Bérgamo, que se subdivide en bibliotecas centrales y periféricas:
| Bibliotecas centrales |
| Ángel nunca           |
| A. Tiraboschi         |

| Bibliotecas de distrito |
| B. Ambiveri             |
| C. Caversazzi           |
| Ciudad alta             |
| Colognola               |
| Loreto                  |
| L. Pelandi              |
| Valtesse                |